# Кесквере (Ляене-Сааре)
Ке́сквере (ест. Keskvere küla) — село в Естонії, у волості Ляене-Сааре повіту Сааремаа.

## Населення
Чисельність населення на 31 грудня 2011 року становила 9 осіб.

## Географія
Кесквере межує з селами Каубі та Ейкла. Поблизу села проходить автошлях 124 (Лаадьяла — Кар'я).

## Історія
До 12 грудня 2014 року село входило до складу волості Каарма.